# Албанский союз антикоммунистического освобождения
Албанский союз антикоммунистического освобождения (алб. Bashkimi i Çlirimit Shqiptar Anti-Komunist; BÇSAK, АСАКО) — албанская подпольная антикоммунистическая организация. Создан в 1950 лейтенантом албанской армии Кочо Кондили с целью свержения режима Энвера Ходжи. Вёл агитацию против правящей компартии АПТ, создавал организационные ячейки, устанавливал подпольные связи, готовил вооружённое выступление против властей НРА. Ликвидирован Сигурими в 1952, лидер приговорён к смертной казни и расстрелян, другие участники получили различные сроки заключения. В современной Албании считается организацией антитоталитарной освободительной борьбы.

## Контекст и создание
С ноября 1944 у власти в Албании находилась коммунистическая Албанская партия труда (АПТ). Режим Энвера Ходжи проводил жёсткую сталинистскую политику. В НРА установилась монопольная партийная власть, экономика подвергалась огосударствлению, ликвидировались традиционные общественные структуры, насаждался культ Ходжи.
Ходжаистская служба госбезопасности Сигурими осуществляла массовые политические репрессии. Специальный суд в 1945 приговорил к смертной казни и различным срокам заключения 59 представителей антикоммунистической оппозиции. В 1945—1949 были подавлены вооружённые выступления против нового режима — повстанчество Балли Комбетар и Горного комитета, Кельмендское восстание, Восстание Коплику, Пострибское восстание, Восстание Жапокики. В 1951 акция антикоммунистического подполья в Тиране дала руководству АПТ повод для февральской резни — бессудного убийства 22 видных представителей албанской интеллигенции и предпринимательства.
Организованное сопротивление режиму АПТ в начале 1950-х практически прекратилось. Однако недовольство в стране оставалось широким. Более всего оно охватывало крестьянство католических северных регионов. Многие албанские крестьяне враждебно воспринимали партийную диктатуру, коллективизацию, антирелигиозную политику, разрушение традиционного уклада. Выразители этих настроений встречались и в городах, и в новых госструктурах, включая вооружённые силы НРА — Албанскую народную армию (АНА). Одним из них являлся лейтенант АНА Кочо Кондили. В марте 1950 Кондили создал подпольную организацию Албанский союз антикоммунистического освобождения (BÇSAK, АСАКО).

## Состав организации
Членами АСАКО в 1950 году стали
- Кочо Танас Кондили, 32 лет, родом из деревни Виткук (округ Гирокастра) — лейтенант АНА.
- Гьергь Гьергь Симони, 42 лет, родом из деревни Крюэзи (округ Лежа) — библиотекарь в деревне Ишул-Лежа (округ Лежа)
- Ндуэ Лека Шюти, 36 лет, из деревни Рила-Лежа (округ Лежа) — крестьянин
- Леш Ндуэ Колеци, 23 лет, из деревни Рила-Лежа (округ Лежа) — крестьянин
- Прель Кола Сюку, 18 лет, из деревни Брег (округ Лежа) — крестьянин, с 1951 призван рядовым на службу в АНА
- Пьетер Тома Кола, 21 года, из деревни Тале (округ Лежа) — крестьянин
- Ндрек Марк Сюку, 30 лет, из деревни Грюке (округ Лежа) — водитель автотранспорта

Все семь членов подпольщиков были католиками крестьянского происхождения. Шесть из них — из северо-западного региона Лежа, где были особенно распространены антикоммунистические настроения (в соседнем округе Мирдита до 1949 года действовал Горный комитет); один — лидер-инициатор — из южной Гирокастры, где, напротив, преобладало коммунистическое влияние.
Двое служили в армии, один представлял сельскую интеллигенцию, один занимался в деревне автоперевозками, трое — крестьянским трудом. По «классовым критериям» компартии, Кондили и Шюти принадлежали к деревенской бедноте, Прель Сюку считался выходцем из богатой деревенской семьи, Симони, Колеци, Кола и Ндрек Сюку — из середняцкого слоя. Представителей «бывших эксплуататорских классов» в организации не было. Леш Колеци ранее состоял в АПТ. Кочо Кондили был арестован при немецкой оккупации и приговорён оккупантами к десяти годам тюрьмы.
Законченное среднее образование имел только Симони. Колеци и Прель Сюку окончили пять классов школы, Кондили, Кола и Ндрек Сюку — три класса, Шюти был неграмотен. Все, кроме Преля Сюку, были отцами семейств. Кондили и Ндрек Сюку имели одного ребёнка, Симони и Шюти — пятерых детей, Кола — троих, Колеци — двоих.
Первыми к Кочо Кондили присоединились Гьергь Симони и Ндуэ Шюти. Сигурими рассматривало этих троих как лидеров организации. Особо отмечалось, что они дали общую клятву «своего преступного дела». Леш Колеци, Прель Сюку, Ндрек Сюку и Пьетер Кола примкнули к ним впоследствии. Как отмечалось в приговоре, к организации принадлежали также неустановленные лица, разыскать которых не удалось.

## Цели, методы, связи
Целью АСАКО было заявлено свержение коммунистического режима. Методами — антикоммунистическая агитация, экономический саботаж, поддержка антиправительственных групп, участие в вооружённой борьбе. Объективная ситуация в Албании 1950-х, жёсткий контроль властей над обществом, вынуждали к строгой конспирации. Действия АСАКО ограничивались привлечением новых членов, подготовкой организационных ячеек (не случайно в следственных и судебных документах говорилось о создаваемой «сети»).
Основная организационная и пропагандистская работа АСАКО велась в среде «враждебного социализму класса кулаков, преступников, находящихся в бегах, членов семей заключённых и интернированных». Характерно было обращение к заведомо антигосударственным социальным группам. Кроме того, в приговоре говорилось о «фашистских брошюрах», распространявшихся членами организации.
Власти утверждали, будто АСАКО был «создан югославской разведкой УДБ» и «выполнял задания титоистов и троцкистов». Достоверность этого неочевидна. Конкретных примеров не приводилось. Сами обвиняемые категорически это отрицали. Идеологически антикоммунизм не предполагал сотрудничества с титоизмом и тем более троцкизмом. Но с другой стороны АСАКО пытался связаться и координироваться с Национальным комитетом «Свободная Албания». Был установлен контакт с антикоммунистическим активистом Фроком Гьокой — мирдитским клановым авторитетом, скрывавшимся в Югославии. Предположительно через него поддерживалась связь с председателем «Свободной Албании» Хасаном Дости (который считал возможным сотрудничество с Тито в борьбе против Ходжи).
Лейтенант Кочо Кондили характеризовался как главная фигура АСАКО. Подчёркивалось, что он располагал «собственным кругом хулиганов», координировал всю «агентурную работу», поддерживал контакты с эмигрантами и титоистами, имел связи с «диверсионными группами» в Леже. Библиотекарь Гьергь Симони руководил подпольной пропагандой, встречался с Гьокой, пытался организовать побег из Албании сыновей Хасана Дости. Якобы именно его УДБ югославская разведка назначила «командиром батальона». Крестьянин Ндуэ Шюти устанавливал связи со скрывающимися от розыска, с родственниками заключённых и интернированных. Крестьянин Леш Колеци агитировал колхозников за саботаж государственных плановых заданий. Военнослужащему Прелю Сюку и крестьянину Пьетеру Коле вменялось только участие в организации, относительно водителя Ндрека Сюку признавалось, что никаких конкретных действий он не совершал.

## Суд и приговоры
Аресты членов АСАКО начались в феврале 1952 и продолжались до осени. Руководил операцией Сигурими заместитель министра внутренних дел НРА генерал-майор Михалак Зичишти. 20 февраля был арестован Пьетер Кола, 22 февраля — Кочо Кондили, 24 мая — Прель Сюку, 31 мая — Гьергь Симони, Ндуэ Шюти, Леш Колеци, 1 сентября — Ндрек Сюку.
Следствие продолжалось несколько месяцев. Процесс проходил в Военном суде Тираны. Судейскую коллегию составляли офицеры АНА Шуаип Панарити (председатель), Мустафа Килими, Лони Димоши. 9 января 1953 был вынесен приговор: Кочо Кондили — к смертной казни, Гьергь Симони, Ндуэ Шюти, Прель Сюку — к 20 годам заключения, Леш Колеци — к 15 годам, Пьетер Кола — к 10 годам, Ндрек Сюку — к 5 годам. (Суровость приговора в отношении Преля Сюку объяснялось его статусом военнослужащего.)
Апелляции подсудимых и прошения о помиловании в президиум Народного собрания были отклонены. В соответствующих решениях подчёркивалось, что даже при отсутствии доказательств по конкретным деяниям «имеет место государственная измена», поглощающая все другие составы и достаточная для самых суровых приговоров. Отдельно указывалось, что конфискация имущества допустима и в отношении представителей бедных слоёв населения.
Кочо Кондили был расстрелян 14 октября 1953. Генерал Зичишти отдал специальное распоряжение сделать записи приговора, исполнения и последнего слова для передачи в Сигурими. При этом Зичишти ссылался на поручение министра внутренних дел НРА Мехмета Шеху.

## Современное отношение
Некоторые моменты деятельности АСАКО остаются не вполне прояснёнными. Прежде всего это относится к зарубежным связям организации. Контакты с югославской спецслужбой не является доказанным, неясен характер отношений с албанской политэмиграцией. Многие тезисы обвинительного заключения ничем не подтверждены. В полной мере установлено существование организации, её антикоммунистический и антиправительственный характер, работа по созданию ячеек, переговоры с Фроком Гьокой.
В современной Албании создание и деятельность АСАКО считается актом борьбы против тоталитарной диктатуры. 70-летие организации было отмечено общественностью и прессой.